# Filipy (powiat przasnyski)
Filipy – wieś w Polsce położona w województwie mazowieckim, w powiecie przasnyskim, w gminie Krasne.
W skład sołectwa Filipy wchodzi także wieś Gorąca
| SIMC    | Nazwa  | Rodzaj    |
| ------- | ------ | --------- |
| 0117185 | Gorąca | część wsi |

W latach 1975–1998 miejscowość należała administracyjnie do województwa ciechanowskiego.